# Jakobijnen

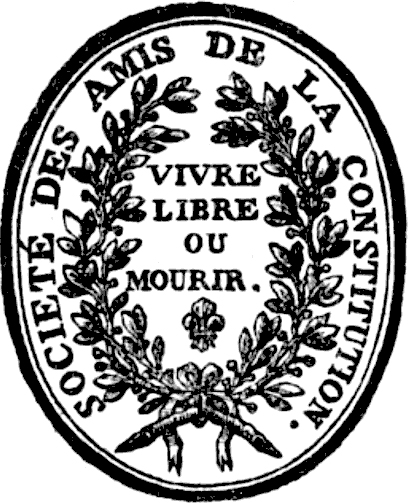
Zegel van de jakobijnen 1789–92.

De jakobijnen of jacobijnen (Frans: Jacobins) vormden tijdens de Franse Revolutie van 1789 tot 1794 een centralistische, hervormingsgezinde beweging, die zich inzette voor meer sociale rechtvaardigheid, volkssoevereiniteit en de ondeelbaarheid van de Franse Republiek.

## Naam
De naam jakobijnen ontstond in december 1789 in Rue Saint-Jacques te Parijs, in het dominicaanse klooster "Couvent des Jacobins St Honoré". Leden van deze "Club des Jacobins" zetelden ook in de Nationale Vergadering, waar ze grotendeels samenvielen met wat de "montagnards" zijn gaan heten. Ze voelden zich betrokken bij het formuleren van een grondwet en noemden zich daarom Société des amis de la Constitution ("Genootschap der Vrienden van de Grondwet"). In 1792 hernoemde men zich tot Société des Jacobins, amis de la liberté et de l'égalité ("Genootschap der Jakobijnen, vrienden van vrijheid en gelijkheid").

## Geschiedenis

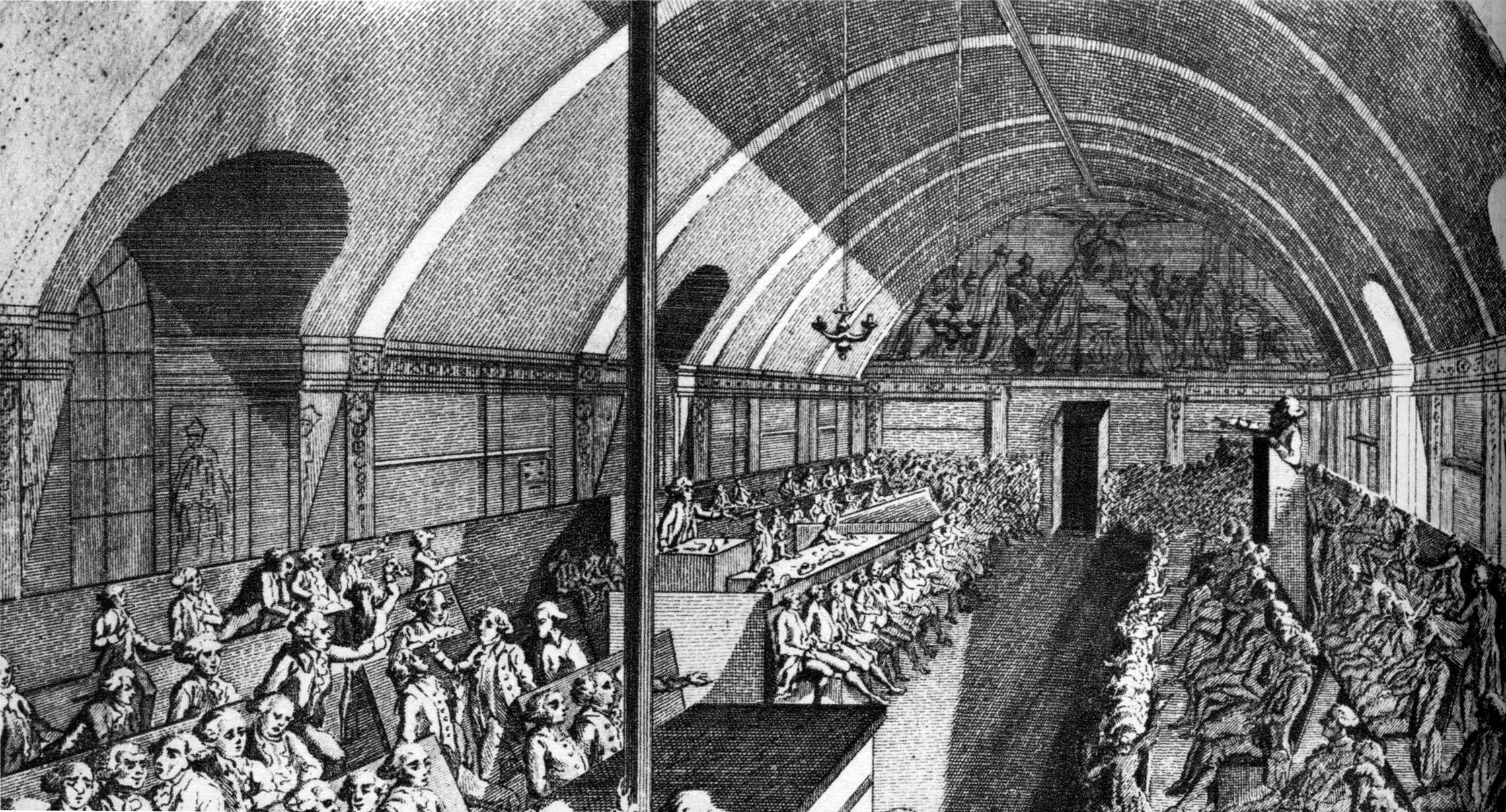
Alexandre de Lameth als president van een vergadering in de club des Jacobins (1791)

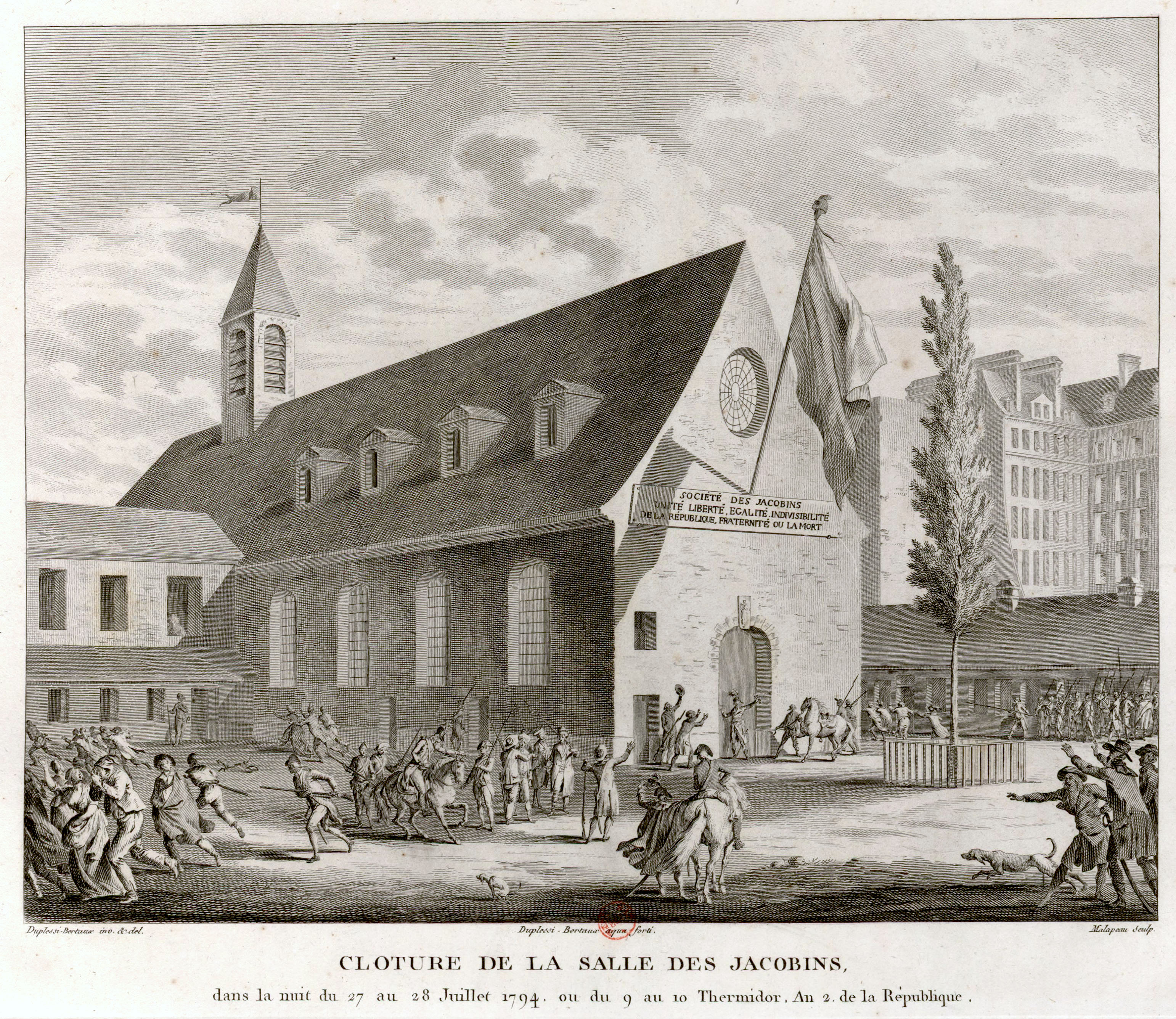
Een gravure met de sluiting van de Club in de nacht van 27 op 28 juli 1794

De voorloper van de Jakobijnen was de Club breton en de daaruit ontstane Société de la Révolution. Het lidmaatschap van jakobijnenclubs stond normaal alleen open voor actieve burgers. In 1790 waren er 1.100 leden, waaronder ook enkele Nederlanders. Er werden debatten gevoerd en er werd politiek bedreven.
Door zijn plaatselijke afdelingen deed de Club des Jacobins zijn invloed in het gehele land gelden en was hij overal een ontmoetingspunt voor de verdedigers van de Revolutie en de kopers van nationale goederen. In de loop van 1790 en het begin van 1791 kreeg de meer radicale vleugel langzaam de overhand. Op 16 juli kwam het tot een scheuring en stichtten de gematigde en conservatieve leden een eigen club in het nabijgelegen klooster van de cisterciënzers, de zogenaamde feuillants.
Er waren gematigde leden, zoals Emmanuel Joseph Sieyès, Pierre-Louis Roederer, de oprichter, Gilbert du Motier de la Fayette en de Graaf van Mirabeau en radicale, zoals Jacques Pierre Brissot (die in 1792 echter wegens de oorlogspolitiek naar de girondijnen overliep), Georges Danton en Robespierre, die snellere veranderingen wilden en een nieuwe grondwet. Brissot en Danton waren in april 1790 stichtende leden van de democratische Club des Cordeliers.
In juni 1793 namen de jakobijnen onder leiding van Robespierre de macht over van de girondijnen. Hierop volgde een terreurbewind, waarin vele tegenstanders, onder wie de afgezette koning Lodewijk XVI, geëxecuteerd werden op verdenking van landverraad. De jakobijnen waren eveneens verantwoordelijk voor vele hervormingen en veranderingen tijdens de Revolutie. Ze ontwierpen de Franse grondwet van 1793, die in een referendum werd goedgekeurd, maar nooit in werking is getreden.
Op 27 juli 1794 werden de jakobijnen op hun beurt ten val gebracht tijdens de Thermidoriaanse Reactie. De volgende dag werden Robespierre en enkele handlangers door de "thermidorianen" geëxecuteerd. Op 12 november 1794 werd de "Club des Jacobins" ontbonden.
Een typisch kledingstuk van de jakobijnen was de jakobijnse of frygische muts.

## Ideeën

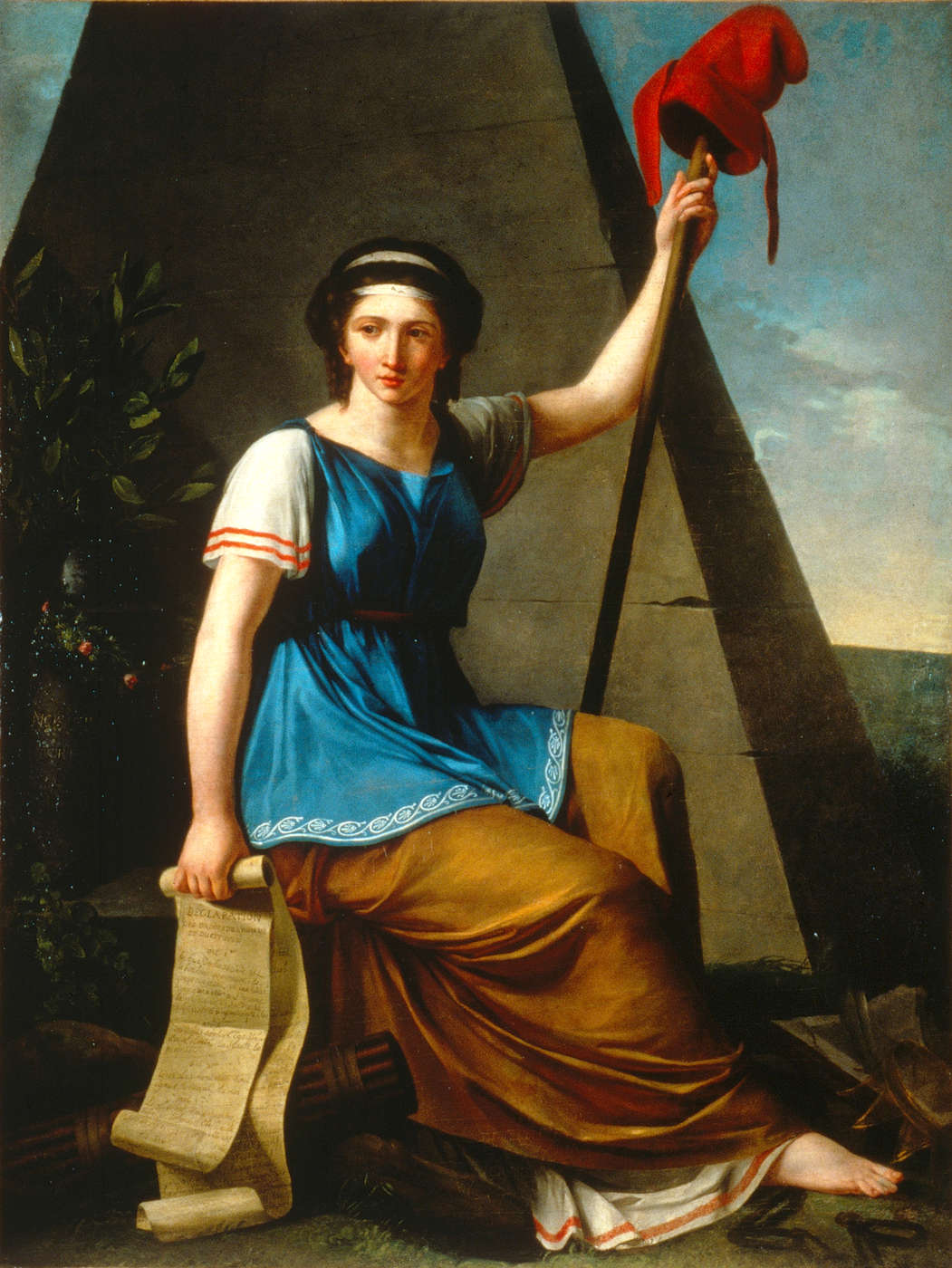
"La liberté", een allegorie op de Franse Revolutie door Jeanne-Louise Vallain hing in de vergaderzaal van de jakobijnen

- Het christendom diende te worden verboden en kerkelijke goederen in beslag genomen. De menselijke rede moest aanbeden worden.
- De koning en alle anderen die zich tegen de Republiek keerden, moesten worden terechtgesteld.
- De opvoeding en scholing van iedereen moest in het teken staan van de revolutie.
- De maanden van het jaar werden veranderd in revolutionaire maanden.
- Andere talen dan het Frans werden verboden. De Jakobijn Bertrand Barère de Vieuzac zou namelijk op 8 pluviôse (27 januari) 1794 pleiten voor het Frans als enige toegestane taal in Frankrijk met de uitspraak: Citoyens, la langue d'un peuple libre doit être une et la même pour tous. (“Burgers, de taal van een vrij volk moet voor allen één en dezelfde zijn.”).[5]
- Betere werkomstandigheden
- Meer loon
- Minder belastingen
- Herendiensten afschaffen